# Kultura s lineární keramikou na území Česka
Kultura s lineární keramikou (starší název: kultura s volutovou keramikou, kultura s páskovou keramikou; zkratka: LnK) je označení pro neolitickou kulturu rozšířenou ve střední Evropě v 6. tisíciletí př. n. l., nazvanou podle charakteristické výzdoby nádob rovnými či zavinutými čarami. Její nositelé byli vůbec prvními zemědělci na českém území. Podle moderních genetických výzkumů se jednalo o potomky neolitických zemědělců z Anatolie, kteří byli geneticky velmi podobní současným obyvatelům jižní Evropy. Kultura se postupně rozšířila na rozsáhlé území od dolního Porýní na západě až po Prut na východě. V Čechách pozvolna přechází přes tzv. šárecký typ v kulturu s vypíchanou keramikou, zatímco Morava se dostává do sféry kultury lengyelské.

## Sídliště
Neolitická sídliště byla obvykle otevřená a neohrazená, rozkládala se v nížinných polohách (do 350 m n. m.) na úrodných spraších v blízkosti vodního toku nižšího řádu. O velikosti osad se neví nic přesného, spíše se uvažuje skromněji o menších celcích se třemi až pěti domy, kde mohla žít komunita šedesáti až sta lidí. Nejlépe archeologicky poznaným sídlištěm kultury s lineární keramikou je lokalita Bylany. Další významné lokality jsou Roztoky u Prahy, Březno, Chabařovice, Chotěbudice, Křimice, Močovice, Úhřetice, Sobčice, Nový Bydžov nebo Vochov či Žimutice. Na Moravě pak Strachotín, Mohelnice.
U některých osad nížinného charakteru bylo identifikováno ohrazení (Vedrovice u Moravského Krumlova byly ohrazeny příkopem neckovitého tvaru, dále i Brno-Nový Lískovec, Uničov), Libiš nebo Praha-Liboc. Předmětem diskuse zůstává, zda se jednalo o obranná hrazení či zda jejich účelem bylo vydělit sídlištní plochu, resp. zda měla i nějaký symbolický charakter.
Jen ojediněle se podařilo archeologicky prokázat v mladší fázi LnK osídlené výšinné polohy (Leskoun u Moravského Krumlova), Šárka v Praze nebo Mužský u Mnichova Hradiště, Rubín u Podbořan, Lopata. Známé jsou i jeskynní lokality (jeskyně v Moravském krasu: Švédův stůl, Pekárna; v Čechách Srbsko, Tetín).

### Sídlištní objekty

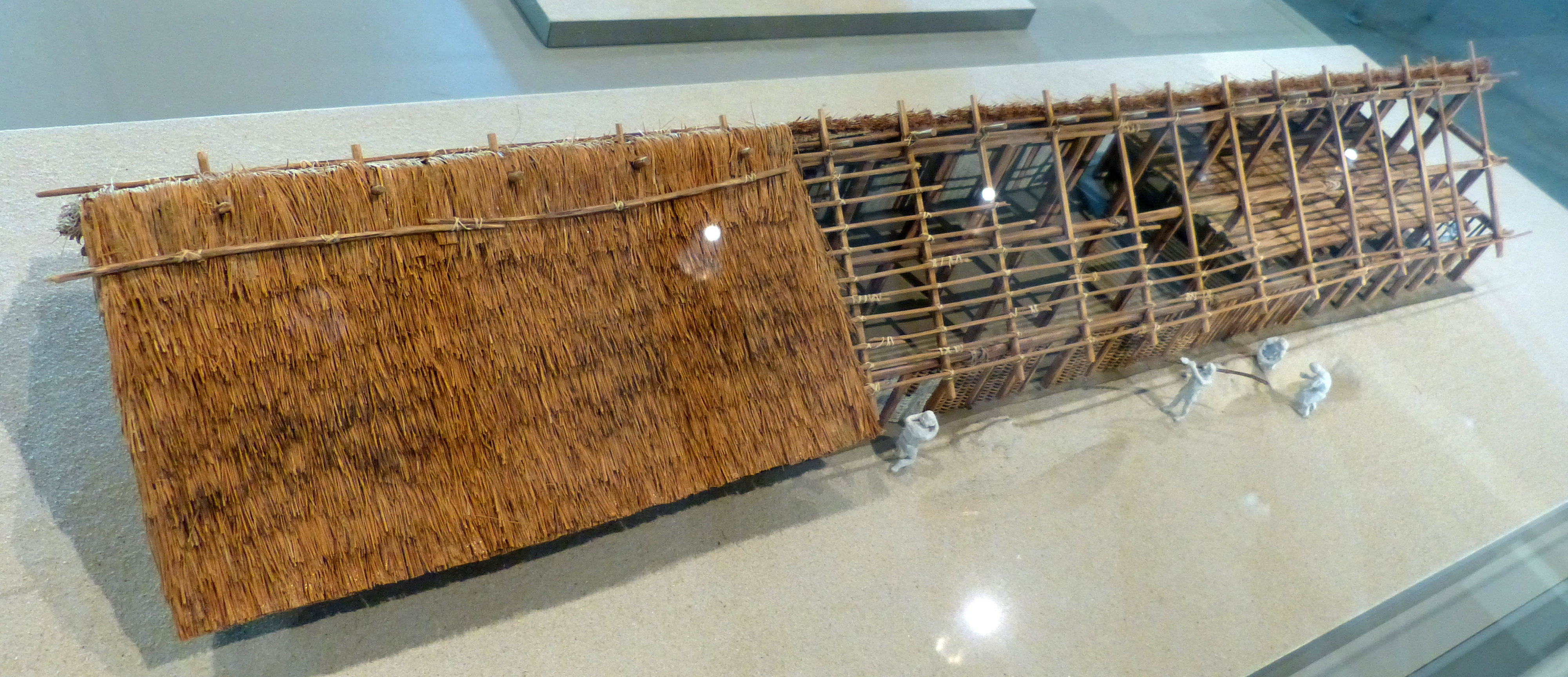
Model neolitického dlouhého domu

Typickou stavbou je tzv. dlouhý dům kůlové konstrukce: obvykle pět řad kůlů vytváří trojlodní vnitřní prostor. U vnějších stěn je hustota sloupů hustší, sloupy mohou být zapuštěny do základového žlabu. Domy LnK byly orientovány ve směru sever-jih, resp. severozápad–jihovýchod. Snad sedlová střecha byla asi kryta řezaným rákosem, obvodové stěny tvořil proutěný výplet omítnutý mazanicí. Šířka domů je téměř uniformní: pohybuje s mezi 5,5–7 metry. Naopak délka může sahat od 6–9 metrů až k 45 metrům (Postoloprty nebo Březno). Na Moravě se vymezuje v nejstarší fázi LnK tzv. mohelnický typ dlouhého domu.
Otázkou zůstává jaké bylo vnitřní členění těchto domů a dále k jakému účelu sloužily jámy, které se nacházejí podél podélných stěn těchto domů (bývá zpochybňováno tradiční vysvětlení, že se jedná o těžební jámy, z kterých byl odebírán materiál na omazání stěn).

#### Studny
Vzácně se na některých sídlištích podařilo prozkoumat studny, v kterých se díky přítomnosti vody a nepřítomnosti kyslíku se zachovaly organické materiály. Známý je nález z lokality Mohelnice, kde byla objevena studna čtvercového půdorysu z nejstarší fáze LnK. V ní se zachovalo dřevěné dubové roubení a dále i zbytky lýkových provazů či dřevěných dýh z věder. Další studně byly prozkoumány v Asparnu nebo Mostě.

## Pohřební ritus
Lid s lineární keramikou pohřbíval své mrtvé kostrovým ritem ve skrčené poloze, nebyly pozorovány rozdíly mezi muži a ženami. V některých hrobech se nachází skromná výbava (1–3 nádoby, broušená či štípaná industrie, někdy spondylový šperk).
Na Moravě nejlépe prozkoumanými pohřebišti jsou Vedrovice (dvě polohy: Vedrovice – Široká u lesa: 96 hrobů a Vedrovice – Za dvorem: 16 hrobů). Dále bylo ve Vedrovicích přímo v areálu sídliště objeveno 12 hrobů, z toho 9 dětských. Další pohřebiště bylo prozkoumáno v Těšeticích, kde ležela skupina hrobů v oblasti severovýchodně od rondelu (ten je mladší než hroby). V Čechách zatím nebylo objeveno samostatné pohřebiště kultury s lineární keramikou. Vyskytují se samostatné hroby nebo jejich malé skupiny, které ovšem nejsou jasně vydělené ze sídelního areálu (např. Praha-Liboc).

## Relativní chronologie platná pro Čechy
Chronologii pro lokality na území Čech zpracovali Bohumil Soudský a Evžen Neustupný:
- Fáze I

Široké spektrum tvarů keramiky (bombovité nádoby, mísy, misky, dvojkónické nádoby, putny s horizontálními uchy). Výzdoba z hlubokých a širokých žlábků. Keramika je hrubá a širokostěnná.
- Fáze II

Linie se zužuje a žlábky jsou mělké. Uplatňuje se páska vyplňovaná vpichy, dále i notové hlavičky. Pásky připomínají písmeno A.
- Fáze III

Především hluboké mísy a bombovité nádoby zdobené rytou linií a vpichem, vyplňovanou páskou a notovými hlavičkami.
- Fáze IV

Uplatňuje se páska plněná zářezy a linie složené z vpichů. Dále bombovité nádoby, ale vedle nich už i hruškovité nádoby. Specializuje se žebříček.
- Fáze V.

Šárecký typ

## Relativní chronologie platná pro Moravu
Chronologii pro moravské lokality zpracovali Rudolf Tichý a Zdeněk Čižmář:

### Starší stupeň – Fáze I. – križsko-volutová
- Fáze Ia

Pro keramiku je typická výzdoba pouze širší linií, výzdoba neobsahuje notovou značku, naopak obsahuje motiv obilných klasů a motiv deště, plošné brázdění povrchu prsty, hrubé barbotino. Nádoby jsou vyrobeny z hrubší hlíny s organickým ostřivem. Mezi tvary převládají spíše dvojkonické než kulovité nádoby, dále se vyskytují mísy na nožkách, láhve a putny. Významné lokality jsou Žopy, Vítovice, Žadlovice-Újezd, Mohelnice, Uničov, Bojanovice, Boskovštejn, Pavlice
- Fáze Ib

Mizí mísy na nožkách, žlábky jsou o něco tenčí. Ojediněle se objevuje motiv deště a velmi vzácně na konci linií sporadické dolíky považované za počátek notové výzdoby. Nálezy z této fáze jsou známé z pohřebiště u Vedrovic.

### Mladší stupeň – Fáze II.
- Fáze IIa

Mezi keramikou se nevyskytují žádné dvojkonické nádoby, převládají kulovité nebo polokulovité tvary. Dno přechází plynule v oblouk. Typické jsou putny s nahoru zvednutými uchy s otvorem. Přímo v keramické hmotě se často vmíchával grafit, povrch se upravoval tuhováním. Nálezy pochází z areálu hrazené osady u Vedrovic.
- Fáze IIb

Ve výzdobě nádob se pořád uplatňují noty, ale ty již nemají pravidelný tvar, také se ztenčují linie., Výzdoba se je méně kvalitní. Nálezy pochází z areálu hrazené osady u Vedrovic.
- Fáze IIc

Dovršuje se předchozí vývoj, keramika je zdobena liniemi s dvojitými záseky a dále strožovanými dolíky. Výzdobný styl se rozpadá.

### Fáze III
Želiezovská skupina a Šárecký stupeň kultury s lineární keramikou.